# Johnny Fourie
Jan Carel „Johnny“ Fourie (* 18. Mai 1937 nahe Postmasburg; † 19. August 2007 in Johannesburg) war ein südafrikanischer Jazzmusiker (Gitarre).

## Werdegang
Fourie, der als Kind eine Gitarre erhielt und diese autodidaktisch lernte, ging im Alter von 19 Jahren von zu Hause weg, um Jazzgitarrist zu werden. Er verdiente sein Geld zunächst als Unterhaltungsmusiker, bevor er Studiomusiker für Gallo Records wurde. 1962 migrierte er nach London, nachdem er 1961 als Schiffsmusiker gearbeitet hatte. Nachdem er zwei Jahre lang im Quartett von Ray Ellington tourte, arbeitete er mit Tubby Hayes, Jack Parnell und dem Bassisten Johnny Hawksworth. Zwischen 1965 und 1967 war er mit Parnell im Fernsehen zu erleben und leitete eigene Trios. Dann wurde er Hausmusiker in Ronnie Scott’s Jazz Club, wo er durchreisende Stars wie Bill Evans, Jim Hall, René Thomas, Freddie Hubbard, Stan Getz, Roland Kirk oder Sonny Rollins begleitete. 
Ende der 1960er Jahre kehrte er kurz nach Südafrika zurück, um 1972 nach New York City zu gehen. John McLaughlin, mit dem er befreundet war, vermittelte ihm Studioarbeit für Charles Earlands Album Intensity. Nach der Session empfahl Billy Cobham Fourie Clive Stevens für dessen Band Atmospheres, wo er den Platz von John Abercrombie einnahm und zwölf Monate blieb. Er bewarb sich dann bei Chick Corea, um in dessen Return to Forever zu spielen. Da er jedoch mit einem Touristenvisum in die USA eingereist war, hatte er einen illegalen Status und wurde 1974 ausgewiesen. In Südafrika gründete er 1979 eine eigene Band mit seinem Sohn Sean Fourie am Keyboard, Raymond Boshoff an den Trommeln und Chris Bekker am Bass. Ab 1985 war er neben Duke Makasi Mitglied von Carlo Mombellis Abstractions.
Später lehrte er an der Jazzabteilung des Pretoria Technikon, wo er das Short Attention Span Ensemble gründete, das 1997 sein Debütalbum, Fingerprints of the Gods, vorlegte. Tom Lord verzeichnet die Mitwirkung an acht Aufnahmen zwischen 1964 und 2000; er ist auch auf Alben von Roger Webb, Art de Villiers, Tubby Hayes und Richard „Groove“ Holmes (African Encounter) zu hören.